# 10 Dywizjon Sztabowy Dowódcy Artylerii
10 Samodzielny Dywizjon Sztabowy Dowódcy Artylerii WP (10 sdsztab.) – pododdział sztabowy artylerii ludowego Wojska Polskiego.
Dywizjon sformowany pod Lublinem na podstawie rozkazu NDWP nr 50 z dnia 10 października 1944 jako jednostka organiczna Odwodu Naczelnego Dowódcy. Podległa bezpośrednio dowódcy artylerii Naczelnego Dowództwa WP.
Dowództwo dywizjonu:
- dowódca - ppłk Proswiryn (od sformowania, do końca wojny),
- zastępca dowódcy do spraw polityczno-wychowawczych - por. Witalis Branicki (od sformowania do końca wojny).